# Messe noire (film, 1981)
Pour plus de détails, voir Fiche technique et Distribution.
Messe noire (Evilspeak) est un film d'horreur américain de 1981 réalisé par Eric Weston et co-écrit par Weston et Joseph Garofalo.
Le film met en vedette Clint Howard. Il joue le rôle d'un cadet nommé Stanley Coopersmith, qui se fait régulièrement tourmenter par ses camarades et ses instructeurs dans une académie militaire. Après avoir trouvé un livre de messe noire qui appartenait au diabolique père Esteban, il le retranscrit sur un ordinateur afin d'invoquer Satan et divers démons et se venger de ses harceleurs.
Le film est devenu célèbre pour avoir été interdit au Royaume-Uni dans les années 1980.[réf. nécessaire]

## Synopsis
Dans des temps reculés, le père Estaban, chef d'un groupe de sataniques, et ses disciples sont approchés par un responsable de l'église Catholique en Espagne. Ce dernier leur indique qu'ils sont bannis d'Espagne à moins qu'ils renoncent définitivement à Satan.
À l'heure actuelle, Stanley Coopersmith est un jeune cadet au sein d'une académie militaire américaine. Il est considéré comme un paria et est sans cesse intimidé par ses camarades de classe. Il est également traité injustement par ses instructeurs qui le croient incapable à tout. Quand il est puni sans raison précise à nettoyer la cave de la chapelle, il trouve une pièce qui appartenait au père Estaban. À l'intérieur, il découvre des livres de magie noire avec le journal d'Estaban. Il utilise ensuite ses compétences en informatique pour traduire le livre du latin vers l'anglais. 
Par la suite, le jeune homme utilisera ces rituels pour se venger …

## Fiche technique
- Titre original : Evilspeak
- Titre français : Messe noire
- Réalisateur : Eric Weston
- Scénario : Eric Weston
Joseph Garofalo
- Genre : Film d'horreur
- Photographie : Irv Goodnoff
- Musique : Roger Kellaway
- Montage : Charles Tetoni
- Durée : 89 minutes
- Date de sortie : 1981

## Distribution
- Clint Howard : Stanley Coopersmith
- R. G. Armstrong : Sarge
- Joseph Cortese : Le révérend Jameson
- Claude Earl Jones : Coach
- Haywood Nelson : Kowalski
- Don Stark : Bubba
- Charles Tyner : Colonel Kincaid
- Hamilton Camp : Hauptman
- Louie Gravance : Jo Jo
- Jim Greenleaf : Ox
- Lynn Hancock : Mme Friedemeyer
- Lenny Montana : Jake
- Richard Moll : Père Estaban